# Davayé
Davayé és un municipi francès, situat al departament de Saona i Loira i a la regió de Borgonya - Franc Comtat. L'any 2007 tenia 685 habitants.

## Demografia

### Població
El 2007 la població de fet de Davayé era de 685 persones. Hi havia 268 famílies, de les quals 64 eren unipersonals (24 homes vivint sols i 40 dones vivint soles), 100 parelles sense fills, 96 parelles amb fills i 8 famílies monoparentals amb fills.
La població ha evolucionat segons el següent gràfic:
Habitants censats

### Habitatges
El 2007 hi havia 305 habitatges, 265 eren l'habitatge principal de la família, 14 eren segones residències i 26 estaven desocupats. 287 eren cases i 13 eren apartaments. Dels 265 habitatges principals, 203 estaven ocupats pels seus propietaris, 47 estaven llogats i ocupats pels llogaters i 15 estaven cedits a títol gratuït; 8 tenien una cambra, 7 en tenien dues, 25 en tenien tres, 70 en tenien quatre i 155 en tenien cinc o més. 223 habitatges disposaven pel capbaix d'una plaça de pàrquing. A 103 habitatges hi havia un automòbil i a 150 n'hi havia dos o més.

### Piràmide de població
La piràmide de població per edats i sexe el 2009 era:
| Homes | Edats   | Dones |
| ----- | ------- | ----- |
| 0     | 95 o +  | 0     |
| 0     | 90 a 94 | 0     |
| 0     | 85 a 89 | 0     |
| 0     | 80 a 84 | 0     |
| 16    | 75 a 79 | 4     |
| 16    | 70 a 74 | 12    |
| 16    | 65 a 69 | 20    |
| 16    | 60 a 64 | 12    |
| 20    | 55 a 59 | 16    |
| 20    | 50 a 54 | 20    |
| 24    | 45 a 49 | 40    |
| 24    | 40 a 44 | 32    |
| 28    | 35 a 39 | 16    |
| 12    | 30 a 34 | 24    |
| 28    | 25 a 29 | 24    |
| 24    | 20 a 24 | 20    |
| 20    | 15 a 19 | 28    |
| 29    | 10 a 14 | 20    |
| 24    | 5 a 9   | 16    |
| 20    | 0 a 4   | 8     |

## Economia
El 2007 la població en edat de treballar era de 449 persones, 314 eren actives i 135 eren inactives. De les 314 persones actives 297 estaven ocupades (161 homes i 136 dones) i 17 estaven aturades (7 homes i 10 dones). De les 135 persones inactives 45 estaven jubilades, 67 estaven estudiant i 23 estaven classificades com a «altres inactius».

### Ingressos
El 2009 a Davayé hi havia 259 unitats fiscals que integraven 666 persones, la mediana anual d'ingressos fiscals per persona era de 22.201,5 €.

### Activitats econòmiques
Dels 26 establiments que hi havia el 2007, 1 era d'una empresa alimentària, 1 d'una empresa de fabricació d'altres productes industrials, 6 d'empreses de construcció, 6 d'empreses de comerç i reparació d'automòbils, 1 d'una empresa de transport, 2 d'empreses d'hostatgeria i restauració, 1 d'una empresa immobiliària, 7 d'empreses de serveis i 1 d'una empresa classificada com a «altres activitats de serveis».
Dels 8 establiments de servei als particulars que hi havia el 2009, 1 era una oficina de correu, 1 paleta, 3 guixaires pintors, 1 fusteria, 1 lampisteria i 1 restaurant.
Dels 2 establiments comercials que hi havia el 2009, 1 era una botiga de menys de 120 m² i 1 una peixateria.
L'any 2000 a Davayé hi havia 36 explotacions agrícoles que ocupaven un total de 228 hectàrees.

## Equipaments sanitaris i escolars
El 2009 hi havia una escola elemental integrada dins d'un grup escolar amb les comunes properes formant una escola dispersa.

## Poblacions més properes
El següent diagrama mostra les poblacions més properes.